# Шаньґе
Шаньґe (кит.: 山歌) — жанр китайської народної пісні. Їх зазвичай співають у сільській місцевості; слово «шаньґе» означає «гірська пісня».
Кілька різних підтипів:
- Hua'er, форма, популярна в північно-західних провінціях Китаю, таких як Ганьсу, Нінся та Цинхай, внесена до Репрезентативного списку нематеріальної культурної спадщини людства у 2009 році
- Xintianyou і Shanqu популярні в Шеньсі та Шаньсі
- Zhengjinghong із провінції Аньхой
- Сингуо з провінції Цзянсі
- Хеньян із провінції Хунань
- Пісня на пагорбах Хакка (Kejia shan'ge) із провінції Гуандун
- Лалу, тибетське шаньґе
- Чандяо (aradun-urtu-yin-daguu), монгольське шаньґе
- Feige, a хмонги шаньґе

## Подальше читання
- Oki, Yasushi; Paolo Santangelo (2011). Shan'ge, the Mountain Songs: Love Songs in Ming China. Leiden: BRILL. — Volume 2 of the series «Emotions and States of Mind in China and East Asia».